# Punta Pousset
Punta Pousset – szczyt w Alpach Graickich, części Alp Zachodnich. Leży w północnych Włoszech w regionie Dolina Aosty. Należy do masywu Gran Paradiso. Szczyt można zdobyć ze schroniska Bivacco Luciano Gratton (3198 m).
Pierwszego wejścia dokonali H. Dielter i R. Winterhalter  18 sierpnia 1903 r.